# Иван Хаджирачев
Иван Хаджирачев е български актьор.
Роден е в град Горна Оряховица на 2 февруари 1927 г.
Известно време играе в Бургаския драматичен театър, а след това в Театъра на Българската армия, Народния театър „Иван Вазов“, театър „Сълза и смях“, Народен театър за младежта.

## Телевизионен театър
- „Новото пристанище“ (1972) (Ст. Л. Костов) - Димов
- „Джени – жена по природа“ (1969) (Ърскин Колдуел)
- „Тънка нишка“ (1967) (Андрей Яковлев и Яков Наумов), 2 части
- „Дона Росита“ (Федерико Гарсия Лорка) – кандидат ерген

## Филмография
| Година    | Филми и Сериали       | Серии | Роля                                                                               |
| --------- | --------------------- | ----- | ---------------------------------------------------------------------------------- |
| 1985      | Да сториш пътека      |       |                                                                                    |
| 1972      | Не е куче като куче   |       |                                                                                    |
| 1969-1971 | На всеки километър    | 26    | (в 2 серии: 2-ра: „Двете китари“ – 1969 и 20-а)                                    |
| 1969      | Ямурлукът             |       |                                                                                    |
| 1969      | Цар Иван Шишман       |       | Иванко Добротич, син на болярина Добротица и владетел на Добруджанското деспотство |
| 1965      | Паролата              |       |                                                                                    |
| 1964      | Невероятна история    |       | попът                                                                              |
| 1962      | Царска милост         |       | Никола Челебиев                                                                    |
| 1961      | Краят на пътя         |       | директорът                                                                         |
| 1956      | Екипажът на „Надежда“ |       | Тодор                                                                              |
| 1954      | Септемврийци          |       |                                                                                    |